# Tiempo de morir
Tiempo de morir es un western mexicano de 1966 dirigido por Arturo Ripstein y protagonizado por Marga López y Jorge Martínez de Hoyos.

## Sinopsis
Tras haber pasado 18 años en la cárcel, un ex pistolero vuelve a su pueblo natal con la intención de llevar una vida tranquila junto a una antigua novia suya que ha enviudado. Pero dos hermanos, hijos de un hombre al que mató en un enfrentamiento, al enterarse de su llegada lo acosan continuamente con la intención de tener un duelo con él. Finalmente cansado de no poder vivir en paz y sin ver otra salida, se dirige a un futuro similar a su pasado.

## Producción
Filmada del 7 de junio al 10 de julio de 1965 en los Estudios Churubusco y localizaciones de Pátzcuaro, Michoacán y del Distrito Federal, Iztapalapa. Estrenada en el cine de Variedades el 11 de agosto de 1966.
Tiempo de morir se basó en un argumento -El charro- que su autor Gabriel García Márquez había imaginado de ambiente ranchero, y en un principio debía ser dirigida por José Luis González de León. Pero las situaciones y los escenarios no parecían casar con el aspecto de unos personajes vestidos de cowboys.

## Reparto
- Marga López como Mariana Sampedro.
- Jorge Martínez de Hoyos como Juan Sayago.
- Enrique Rocha como Pedro Trueba.
- Alfredo Leal como Julián Trueba.
- Blanca Sánchez como Sonia.
- Luis Aragón como Pablo, dueño de la hacienda.
- Tito Junco como Comisario.
- Quintín Bulnes como Diego Martin.
- Miguel Maciá como el boticario.
- Hortensia Santoveña como Rosita.
- Carlos Jordán como Casildo.
- Carolina Barret como la madre de Sonia.
- Claudio Issac como Claudio Sampedro.
- Arturo Martínez como cantinero compadre de Juan.
- Manuel Donde como peluquero.
- Leonardo Castro como el sepulturero.
- Cecilia Leger como el ama de llaves.
- Chabelo Jiménez como el herrero.
- Luz María Velázquez como Nana.